# The Best of the B-52's: Dance This Mess Around
Albums de The B-52's
Cosmic Thing
(1989) Good Stuff
(1992)
The Best of the B-52's: Dance This Mess Around est une compilation des B-52's, sortie en 1990 sur le label island Records uniquement au Royaume-Uni, au Japon et dans certains pays d'Europe. Elle se classa à la 36e place des charts britanniques.

## Liste des titres
| No  | Titre                        | Album original              | Durée |
| --- | ---------------------------- | --------------------------- | ----- |
| 1.  | Party Out of Bounds          | Wild Planet                 | 3:21  |
| 2.  | Devil in My Car              | Wild Planet                 | 4:28  |
| 3.  | Dirty Back Road              | Wild Planet                 | 3:20  |
| 4.  | 6060-842                     | The B-52's                  | 2:50  |
| 5.  | Wig                          | Bouncing off the Satellites | 4:22  |
| 6.  | Dance This Mess Around       | The B-52's                  | 4:36  |
| 7.  | Rock Lobster                 | The B-52's                  | 6:50  |
| 8.  | Strobe Light                 | Wild Planet                 | 4:00  |
| 9.  | Give Me Back My Man          | The B-52's                  | 3:59  |
| 10. | Song for a Future Generation | Whammy!                     | 4:00  |
| 11. | Planet Claire                | The B-52's                  | 4:35  |
| 12. | 52 Girls (Party Mix)         | Party Mix!                  | 3:00  |
| 13. | Private Idaho                | Wild Planet                 | 3:33  |

## Chart
| Pays        | Durée du classement | Meilleur classement |
| ----------- | ------------------- | ------------------- |
| Royaume-Uni | 3 semaines          | 36e                 |